# Prepona werneri
Prepona werneri är en fjärilsart som beskrevs av Erich Martin Hering och Hopp 1925. Prepona werneri ingår i släktet Prepona och familjen praktfjärilar. Inga underarter finns listade i Catalogue of Life.